# Вербализација
Вербализација је процес којим се различита психолошка догађања код појединца формулишу у вербалном облику, односно описују „својим речима”. Према психоаналитичком схватању тек када клијент успе да вербализује своје доживљаје или проблеме ствара се могућност разумевања несвесних феномена, односно промене у личности која води терапији.